# Gewissae

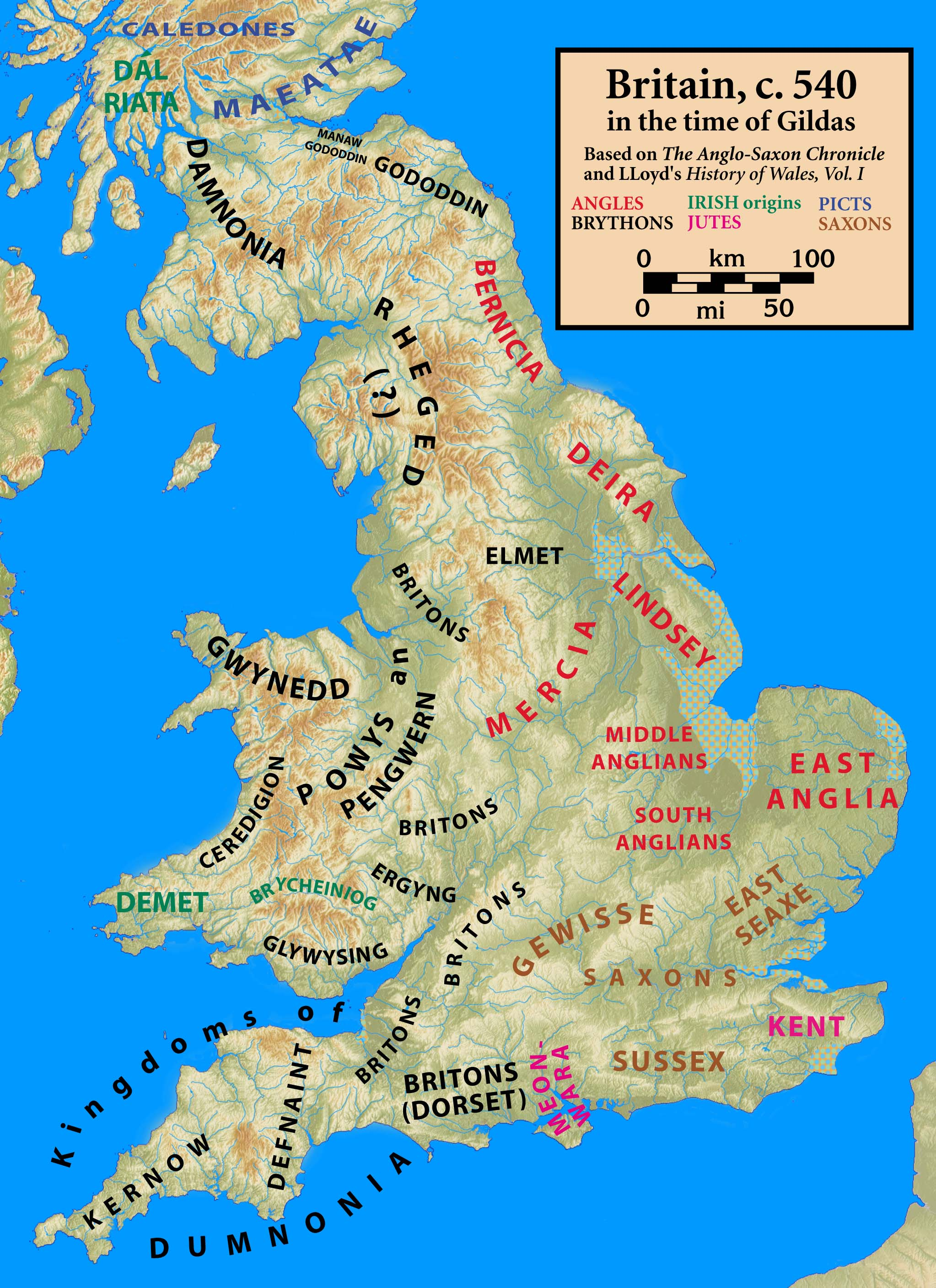
Les royaumes de Grande-Bretagne vers 540, à l'époque de Gildas.

Dans l'histoire anglaise, le terme Gewissae désigne un regroupement de tribus du haut bassin de la Tamise qui formèrent une des composantes du royaume du Wessex. Ce nom signifie approximativement "ceux qui sont dignes de confiance".
En réalité, on ne sait ce que désigne originellement le terme Gewissae. Plusieurs hypothèses ont été proposées :
- Des mercenaires germaniques établis autour de Dorchester-on-Thames. Leur nom signifierait alors " les fidèles".
- Une force militaire bretonne, dont le nom signifierait "les compatriotes".
- Les habitants de la région de Gloucester. Leur nom serait une corruption de "Gleuissae".
- Les habitants du Gwent.